# هاکون رافن والدیمارشون
هاوکن راوفن وال‌دیمارسون(به ایسلندی: Hakon Rafn Valdimarsson؛ زادهٔ ۱۳ اکتبر ۲۰۰۱) یک بازیکن فوتبال اهل ایسلند است که در پست دروازه‌بان برای باشگاه فوتبال برنتفورد بازی می‌کند.

## منبع
1. ↑  هاکون رافن والدیمارشون در Soccerway. Retrieved 13 November 2021.